# Élection présidentielle bissau-guinéenne de 2019
L'élection présidentielle bissau-guinéenne de 2019 a lieu les 24 novembre et 29 décembre 2019 en Guinée-Bissau afin d'élire le président de la république pour un mandat de cinq ans.
Les élections sont l'aboutissement d'une longue crise politique entre le président José Mário Vaz et le parti au pouvoir, dans le cadre d'un régime semi-présidentiel.
Le président sortant est finalement éliminé dès le premier tour, relégué en quatrième position. Les anciens Premiers ministres Domingos Simões Pereira et Umaro Sissoco Embaló arrivent en tête et s'affrontent au second tour le mois suivant. Umaro Sissoco Embaló l'emporte au second tour après avoir obtenu le soutien des principaux candidats malheureux, parmi lesquels le président sortant, l'ancien Premier ministre Carlos Gomes Júnior et Nuno Gomes Nabiam.

## Contexte
Les élections doivent mettre fin à plusieurs années de crise politique courant depuis août 2015, lorsque le président José Mário Vaz limoge le Premier ministre Domingos Simões Pereira, chef du Parti africain pour l'indépendance de la Guinée et du Cap-Vert (PAIGC), au pouvoir et dont fait également partie José Mário Vaz, à la suite de dissensions entre les deux hommes. L'investiture du successeur de Pereira, Baciro Djá, est invalidée par la Cour suprême le 1er septembre, et le PAIGC l'exclut du parti. Carlos Correia, candidat avancé par le PAIGC, le remplace deux semaines plus tard.
Le 12 mai 2016, le président José Mário Vaz le limoge à son tour avec son gouvernement. Baciro Djá lui succède. Cependant, le gouvernement refuse de céder le pouvoir, et décide de ne pas quitter le siège du gouvernement au profit du gouvernement Djá. En réaction, la Justice bissau-guinéenne fait couper l'eau et l'électricité dans le bâtiment, et en interdit l'entrée aux ministres déjà sortis. Le 10 juin 2016, il quitte finalement le siège du gouvernement avec ses ministres. Il est alors remplacé par Baciro Djá, désormais étiqueté indépendant.

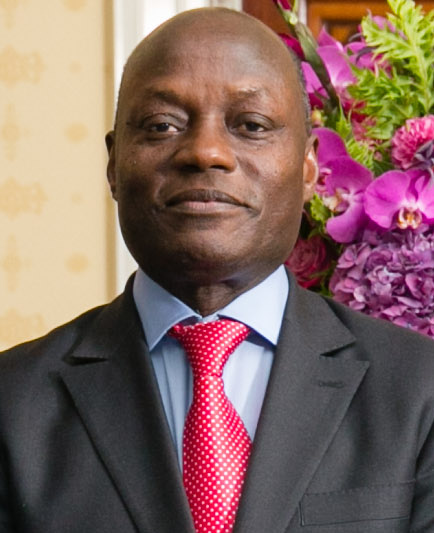
Le président José Mário Vaz

Un accord de sortie de crise est signé à Conakry le 12 octobre 2016, et Umaro Sissoco Embaló (PAIGC) devient Premier ministre le 18 novembre 2016 avec pour objectif l'organisation au plus vite de nouvelles législatives, mais il démissionne le 12 janvier 2018, considérant que les conditions lui permettant de continuer à exercer ses fonctions n'étaient pas remplies. Les dissensions au sein du parti au pouvoir ont entre-temps entrainé le départ de 15 députés sur 57, faisant perdre au PAIGC sa majorité absolue a l'assemblée, composée de 102 sièges. Le président Vaz nomme alors Artur Silva avec le soutien des 15 frondeurs et des 41 députés du Parti du renouveau social (PRS), auparavant dans l'opposition. La crise perdure ainsi au sein de la classe politique.
Un nouvel accord de sortie de crise est conclu le 14 avril 2018 à Lomé au sommet extraordinaire de la Communauté économique des États de l'Afrique de l'Ouest (Cédéao). Celui-ci abouti à la désignation d’un Premier ministre de consensus, Aristides Gomes, chargé de conduire le pays aux législatives, fixées au 18 novembre. Le 19 avril, le Parlement prolonge son mandat, qui devait expirer le 23 avril 2018, jusqu'à la proclamation des résultats des nouvelles élections législatives.
En octobre, la Cédéao, l'Union africaine (UA) et les Nations unies « se félicitent des avancées enregistrées dans la stabilisation du pays ». Malgré un dernier report pour cause de retard dans l’établissement des nouvelles listes électorales, les législatives ont ainsi lieu dans le calme le 10 mars 2019. Le Parti africain pour l'indépendance de la Guinée et du Cap-Vert (PAIGC) ne parvient pas à retrouver la majorité absolue, miné par la dissidence de plusieurs de ses membres ayant formé le Mouvement pour l'alternance démocratique G-15 (MADEM G-15), tandis que le Parti du renouveau social, principal parti d'opposition, enregistre également un résultat en très nette baisse. Le déclin des deux grandes formations historiques se fait ainsi au profit du MADEM G-15 et de l'Assemblée du peuple uni – Parti démocrate de Guinée-Bissau (APU-PDGB), qui font leur entrée au parlement.
À la suite d'accords de coalition conclus au cours de la campagne électorale, le PAIGC parvient néanmoins à se maintenir grâce au soutien de l'APU et de deux formations mineures, le premier étant considéré comme le « faiseur de roi » de ces élections. Malgré un scrutin ayant eu lieu dans de très bonnes conditions, sans violences et avec une participation très élevée frôlant les 85 %, les résultats inquiètent les observateurs. La reconduite du PAIGC prolonge de fait la mésentente institutionnelle entre le gouvernement et le président Vaz, jusqu'à l'élection présidentielle. Après les législatives, la justice rejette la requête de l'opposition d'attendre la formation du bureau de l'Assemblée pour lancer les consultations visant à la formation du prochain gouvernement. Après le lancement des tractations, le président Vaz refuse de nommer Domingos Simões Pereira au poste de Premier ministre, demandant au PAIGC de proposer un autre candidat. Le 22 juin, à la veille de la fin de son mandat, le président Vaz reconduit le Premier ministre sortant Gomes.
Initialement proposé pour le 3 novembre, le scrutin est finalement fixé une vingtaine de jours plus tard, le 24, par un décret présidentiel du 18 juin 2019, afin selon les observateurs de donner plus de temps à la mission de médiation de la CEDEAO dans son travail de résolution de la crise politique, ce qui est accepté par le PAIGC. José Mário Vaz ayant décidé de rester en poste jusqu'à la présidentielle de novembre, des manifestations appellent à son départ. Le 27 juin, le Parlement décide de son remplacement par le président de l'Assemblée nationale Cipriano Cassamá. Les parlementaires de la majorité menée par le PAIGC le considèrent en effet illégitime passé la fin de son mandat de cinq ans. La Constitution est cependant floue quant à la possibilité d'une prorogation du mandat présidentiel, posant la question du caractère obligatoire de son départ. Le 29 juin, le parquet ordonne l'arrestation de Cipriano Cassamá, président du Parlement et de Califa Seidi, président du groupe parlementaire du PAIGC. Mais le jour même, la Cédéao décide lors d'un sommet que Vaz restera en poste jusqu'à la présidentielle sous réserve de ne pas interférer dans la gestion des affaires du Gouvernement reflétant la majorité issue des législatives à constituer avant le 15 juillet par Aristide Gomes et qu'un nouveau procureur général doit être nommé avant le 3 juillet. Ces nominations interviennent le 3 juillet.
Le 26 octobre, des milliers de manifestants partisans de candidats de l'opposition réclament le report du scrutin dans le but de modifier le fichier électoral et éviter des fraudes. Trois jours plus tard, le président Vaz limoge le gouvernement. Son limogeage n'est pas reconnu par la CEDEAO qui menace de sanctions. Le nouveau gouvernement, dirigé par Faustino Imbali, est investi le 31 octobre, et Vaz assure que le scrutin aura lieu à la date prévue. La CEDEAO donne à Imbali jusqu'au sommet du 8 novembre pour démissionner, alors que le Conseil de sécurité nationale convoqué par le Chef de l'Etat appelle en vain les forces armées à permettre l'installation du nouveau gouvernement. Celles-ci refusent en effet d’intervenir. Aristide Gomes et les membres de son Gouvernement continuent donc leurs activités pendant cette période au Palais du Gouvernement et dans les autres sièges des différents ministères. Affirmant avoir été empêché d'exercer ses fonctions, Imbali démissionne finalement le jour du sommet.
Aristides Gomes, fort du soutien de la CEDEAO, retrouve ou conserve ainsi selon les interprétations juridiques ses fonctions de Premier ministre.

## Mode de scrutin
Le président de la Guinée-Bissau est élu au scrutin uninominal majoritaire à deux tours pour un mandat de cinq ans renouvelable une seule fois. Si aucun candidat ne recueille la majorité absolue des suffrages exprimés au premier tour, un second est organisé entre les deux candidats arrivés en tête, et celui recueillant le plus de suffrages est déclaré élu.

## Candidats
La campagne débute le 2 novembre 2019. Sont notamment candidats :
- José Mário Vaz, président en exercice et premier chef d'État bissau-guinéen démocratiquement élu à mener à son terme un mandat de cinq ans. Élu sous l'étiquette du Parti africain pour l'indépendance de la Guinée et du Cap-Vert (PAIGC), Mário Vaz se présente cette fois-ci officiellement en indépendant.
- Umaro Sissoco Embaló, ancien Premier ministre, candidat du Mouvement pour l'alternance démocratique G-15 (Madem G-15), dans l'opposition.
- Carlos Gomes Júnior, ancien Premier ministre, candidat indépendant
- Nuno Gomes Nabiam, député et candidat de l'Assemblée du peuple uni – Parti démocrate de Guinée-Bissau (APU-PDGB)[32]
- Domingos Simões Pereira, ancien Premier ministre et candidat du PAIGC[33]
- Mamadú Iaia Djaló, ancien ministre des Affaires étrangères, candidat du Nouveau parti de la démocratie (PND)
- Baciro Djá, ancien Premier ministre, candidat du Front patriotique national (FREPASNA)

## Second tour
Umaro Sissoco Embaló reçoit le soutien du président sortant José Mário Vaz, de l'ancien Premier ministre Carlos Gomes Júnior et de Nuno Gomes Nabiam.

## Résultats
| Candidats                | Candidats                | Partis                   | Premier tour | Premier tour | Second tour | Second tour |
| Candidats                | Candidats                | Partis                   | Votes        | %            | Votes       | %           |
| ------------------------ | ------------------------ | ------------------------ | ------------ | ------------ | ----------- | ----------- |
|                          | Domingos Simões Pereira  | PAIGC                    | 222 870      | 40,13        | 254 468     | 46,45       |
|                          | Umaro Sissoco Embaló     | Madem G-15               | 153 530      | 27,65        | 293 359     | 53,55       |
|                          | Nuno Gomes Nabiam        | APU-PDGB                 | 73 063       | 13,16        |             |             |
|                          | José Mário Vaz           | Indépendant              | 68 933       | 12,41        |             |             |
|                          | Carlos Gomes Júnior      | Indépendant              | 14 766       | 2,66         |             |             |
|                          | Baciro Djá               | FREPASNA                 | 7 126        | 1,28         |             |             |
|                          | Vicente Fernandes        | PCD                      | 4 250        | 0,77         |             |             |
|                          | Mamadú Iaia Djaló        | PND                      | 2 813        | 0,51         |             |             |
|                          | Idriça Djaló             | PUN                      | 2 569        | 0,46         |             |             |
|                          | Mutaro Intai Djabi       | Indépendant              | 2 385        | 0,43         |             |             |
|                          | Gabriel Fernando Indi    | PUSD                     | 1 982        | 0,36         |             |             |
|                          | António Afonso           | PRID                     | 1 061        | 0,19         |             |             |
|                          |                          |                          |              |              |             |             |
| Votes valides            | Votes valides            | Votes valides            | 555 348      | 98,04        | 547 827     | 98,98       |
| Votes blancs et nuls     | Votes blancs et nuls     | Votes blancs et nuls     | 11 125       | 1,96         | 5 694       | 1,02        |
| Total                    | Total                    | Total                    | 566 473      | 100          | 553 521     | 100         |
| Abstention               | Abstention               | Abstention               | 195 203      | 25,63        | 208 155     | 27,33       |
| Inscrits / participation | Inscrits / participation | Inscrits / participation | 761 676      | 74,37        | 761 676     | 72,67       |

 Représentation des résultats du second tour :
| Sissoco Embaló (53,55 %) |  |  | Simões Pereira (46,45 %) |
| ▲                        |  |  |                          |
| Majorité absolue         |  |  |                          |

## Suites
Embaló revendique sa victoire dès le lendemain du scrutin, ce que confirment les résultats officiels. Son rival conteste cependant les résultats auprès de la Cour suprême, sans avoir toutefois déposé de réclamation auprès de la Commission nationale électorale (CNE), ce qu'impose la loi électorale. La Cour suprême a alors sept jours pour s'exprimer. Le recours du candidat du PAIGC est rejeté le 13 janvier, la Cour Suprême relevant d’office un vice de forme, à savoir l’inexistence du procès-verbal de la session de la CNE ayant statué sur les résultats définitifs, ce qui ne lui permet pas de se prononcer sur le fond du litige. Elle enjoint par conséquent à la CNE de produire ce document dans les formes prévues par la loi électorale.
La CNE établit le 14 janvier, a posteriori, ledit procès-verbal antidaté au 1er janvier 2020. Bien que contesté par une minorité de ses membres (représentant le PAIGC), il confirme les résultats déjà proclamés. Peu après, le 17 janvier, un nouvel arrêt de la Cour suprême appelle à ce qui apparait comme un recomptage des voix. Cet arrêt à la rédaction ambiguë est différemment interprété, non seulement par les deux candidats du second tour, mais aussi par les juristes. Pour certains, la Cour suprême ne demande pas un recomptage des bulletins de vote mais un authentique procès-verbal des délibérations de la session de la CNE sur l’agrégation au niveau national des votes, établi dans les règles prévues par la loi, comprenant notamment le compte-rendu sincère des positions et interventions des membres de la CNE et du processus de décision sur les résultats retenus par celle-ci pour être proclamés. Le 21 janvier, il est procédé par la CNE à une vérification des procès-verbaux du second tour des sessions des commissions régionales électorales  sur demande de la Communauté économique des États de l'Afrique de l'Ouest (CEDEAO) afin de tenter de sortir le pays de l'impasse politique. À l'issue de cette opération, la commission nationale électorale donne de nouveau Umaro Sissoco Embaló vainqueur du scrutin le 4 février. Ce dernier annonce prendre ses fonctions le 27 février 2020.
Le 9 février, la CEDEAO donne à la Cour suprême jusqu'au 15 février pour trancher de la question. Cinq jours plus tard, la Cour suprême rejette la demande du PAIGC d'annuler la nouvelle décision de la CNE du 4 février qui confirmait ses précédentes proclamations quant aux résultats du second tour . Rejetant par principe l’intervention et la médiation de la CEDEAO, la Cour suprême considère en effet la vérification opérée par la CNE sous pression de la CEDEAO comme inexistante et extraprocessuelle. Elle appelle de nouveau la commission nationale électorale à se conformer à l’intégralité de ses arrêts précédents . Tout en prenant acte des résultats définitifs établis par la CNE, la CEDEAO appelle le 21 février la Cour suprême et la commission nationale électorale à régler leur contentieux. La CNE établit le 25 février un nouveau procès-verbal, cette fois exhaustif, mais toujours avec les mêmes résultats donnant Embalo gagnant.
Sans attendre la décision de la Cour suprême, l’investiture d’Embaló a lieu comme annoncé le 27 février à 11 heures du matin à Bissau, dans un hôtel en présence d'une partie des députés, alors que la Constitution dans son article 67 prévoit en principe une investiture lors d’une session plénière de l’Assemblée nationale. Il prend ses fonctions en présence du président sortant Vaz, du premier vice-président de l'Assemblée Nuno Nabiam et des députés membres du Parti du renouveau social et du Mouvement pour l'alternance démocratique G-15. Le Premier ministre Aristides Gomes, nommé le 22 juin 2019 par le prédécesseur d'Umaro Sissoco Embaló sous pression de la Communauté économique des États de l'Afrique de l'Ouest (CEDEAO), dénonce une « tentative de coup d'État ». Aristides Gomes est limogé le lendemain de l'investiture. Le nouveau président justifie cette décision par l'impossible cohabitation entre les deux hommes. Embaló nomme immédiatement comme Premier ministre Nuno Gomes Nabiam, un des candidats malheureux du premier tour de la présidentielle, qui l'avait rallié lors du second tour. En réaction, 54 députés sur les 102 que compte l'Assemblée nationale investissent le 28 février au soir le Président de cette dernière, Cipriano Cassamá, comme Président de la République par intérim, alors même qu'Embaló réside déjà au palais présidentiel. L'armée prend ensuite le contrôle du siège de la télévision et de la radio, ainsi que du siège du gouvernement, de l'Assemblée nationale et du Palais de justice qui abrite la Cour suprême. La Force militaire Ecomib, forte alors d'environ 700 hommes, que la Communauté économique des États de l'Afrique de l'Ouest (CEDEAO) maintenait en Guinée-Bissau depuis le coup d'Etat de 2012 pour protéger les institutions et maintenir la stabilité du pays, placée dans une situation difficile, n'intervient pas, bien que cette hypothèse ait été évoquée plusieurs fois dans le passé par la CEDEAO pour des situations à risques élevés similaires. Le 1er mars, Cassamá annonce renoncer à la présidence par intérim, évoquant des menaces de mort.
Le 22 avril, Embaló est reconnu par la CEDEAO, qui lui demande cependant de nommer un nouveau Premier ministre d'ici le 22 mai. L'organisation préconise également une réforme de la constitution soumise à référendum dans les six mois, alors qu'Embaló évoque des législatives anticipées.